# Бучинский, Ян
Ян Бучинский — шляхтич, секретарь Лжедимитрия I (как и брат его Станислав), с которым оба брата и пришли в Москву.

## Биография
5 ноября  1604 года войско самозванца взяло Чернигов, и Бучинский занял его именем Лжедимитрия.
11 ноября того же года самозванец подступил к Новгороду-Северскому и послал Бучинского с двумястами казаков уговаривать город, в котором засел П. Ф. Басманов, к сдаче; но город удержался, защитники его даже отбили неприятеля, благодаря мужеству и твёрдости тогда ещё верного царю Борису Басманова.
По взятии в 1605 году Москвы братья Бучинские сделались тайными царскими секретарями. Есть известие, что Василий Шуйский, после первого заговора на жизнь Лжедимитрия приговорённый к казни, был помилован, благодаря ходатайству, между прочим, и Бучинского.
В январе 1606 году самозванец посылал Яна Бучинского к Мнишеку с 200000 злотых подарка или, по другим известиям, долга.
По убиении самозванца и воцарении Шуйского, Бучинский и его брат привлечены были к допросу, на котором показывали, что самозванец хотел 18 мая 1606 года, при помощи поляков, умертвить на Сретенском лугу 20 главных бояр и всех лучших москвитян и пр.
В последний раз упоминается в 1609 году, когда Сигизмунд III вступил в Россию, то собирал сведения о Тушинском стане через надёжных людей — Русецкого и Бучинского.